# Jorge Leal

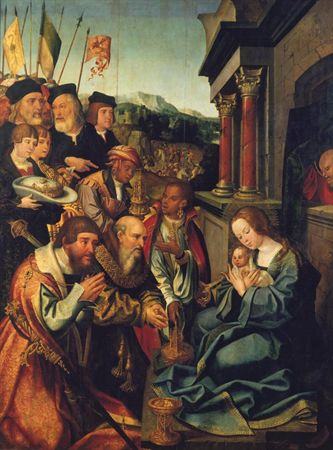
Adoração dos Reis Magos (Museu Nacional de Arte Antiga).

Jorge Leal foi um pintor português do século XVI.

## História
O seu nome aparece num contrato de compra de prédios feita por Gregório Lopes, assinando como testemunha ao lado do pintor Miguel Nunes, o que permite supor que ambos porventura foram companheiros de trabalho do futuro pintor régio, como o acentua Virgilio Correia.
Juntamente com Gregório Lopes é-lhe atribuída a autoria do painel, Adoração dos Magos do antigo Políptico da Capela do Salvador da igreja do Mosteiro de São Francisco de Lisboa (c. 1520-1525). Em conjunto com Cristóvão de Utrecht é-lhe igualmente atribuído o conjunto de pinturas a óleo sobre madeira, provenientes do primitivo retábulo do altar-mor da Igreja Paroquial de Santa Maria do Castelo, hoje em depósito no Museu Municipal de Torres Vedras: Anunciação, Visitação, Adoração dos Pastores, Adoração dos Reis Magos e Assunção de Nossa Senhora.